# 3·1독립선언서
3·1독립선언서(3·1獨立宣言書)는 조선이 주권을 가진 독립국임을 선언한 문서로 1919년 3월 1일의 3·1 운동 때 민족대표 33인이 독립을 선언한 글이다. 상해 대한민국 임시정부의 기초가 되었다.

## 역사
최남선이 초안을 작성했다. 일본 제국에 강제로 병합된 조국을 독립시키고자 손병희를 비롯한 민족대표 33인은 세계 만방에 독립을 선언하고 전국 곳곳에서 독립 만세를 외치기로 계획을 세웠다. 33명의 대표는 1919년 3월 1일 오후 2시 태화관(요릿집)에서 회동을 가졌으며 한용운이 〈독립선언서〉를 낭독했다.
그러나 이들은 곧 총독부에 전화를 걸어 자진 투옥되었다.
이에 앞서 2월 26일 ‘보성사’에서 2만여 장의 〈독립선언서〉를 인쇄하여 2월 28일에 1,500여 장을 학생들에게 분배하고 나머지를 그 밖의 각처와 각 지방에 분배했다. 탑골공원에서는 정재용이 팔각정 단상에서 낭독하였다.
‘조선의 독립국임과 조선인의 자주민임을 선언’하고 독립의 당위성을 밝힌 선언서로, 전국적 만세시위운동으로 확산시키는데 기여한 선언서라는 점에서 가치가 있어, 2016년 10월 20일 2건의 문서에 대하여 대한민국의 국가등록문화재 제664-1호, 제664-2호로 각각 지정하였다.

## 같이 보기
- 민족대표 33인
- 대한독립선언서
- 탑골공원
- 낙원동 (서울)
- 종로구

## 참고 자료
- 국사편찬위원회 삼일운동 데이터베이스 - 격문·선언서
- 한국민족운동사학회 (2001년 4월 21일). 《한국민족운동사 연구의 역사적 과제》. 국학자료원. 25쪽. ISBN 9788982065897.